# Israel Lyon Chaikoff
Israel Lyon Chaikoff (ur. 2 lipca 1902 w Londynie, zm. 25 stycznia 1966 w Berkeley) – kanadyjski biochemik i fizjolog. Wspólnie z Janem Wolffem opisał w 1948 zjawisko, znane dziś jako efekt Wolffa-Chaikoffa.
Syn Hymana Chaikoffa i Mary z domu Albert. Studiował na University of Toronto, tytuł doktora medycyny otrzymał w 1930 roku. W tym samym roku został profesorem nadzwyczajnym fizjologii na University of California w Berkeley. W 1942 został mianowany profesorem zwyczajnym. Był autorem ponad 400 publikacji naukowych.
W 1949 ożenił się z Isabelle Rawls.